# (85532) 1997 WD21
1997 دابليو دي 21 (ويعرف أيضًا باسم (85532) 1997 دابليو دي 21 وفق تسمية الكوكب الصغير) (بالإنجليزية: 1997 WD21)‏ هو كويكب ضمن حزام الكويكبات؛ وترتيبه 85532 من حيث الاكتشاف.
اكتُشف هذا الجُرم الفلكي بواسطة تاكيشي أوراتا ‏ في 23 نوفمبر 1997.

## وصلات خارجية
- (85532) 1997 WD21 في قاعدة بيانات مختبر الدفع النفاث لأجرام النظام الشمسي الصغيرة

- الاكتشاف · مخطط المدار ·  العناصر المدارية · المعلمات المادية

- (85532) 1997 WD21 على موقع ويكي سكاي: DSS2, SDSS, GALEX, IRAS, Hydrogen α, X-Ray, Astrophoto, Sky Map, Articles and images